# グラハム (ノースカロライナ州)
グラハム（またはグレアム、英: Graham）は、アメリカ合衆国ノースカロライナ州の都市。アラマンス郡の郡庁所在地である。2010年国勢調査での人口は14,153 人だった。バーリントン都市圏に属している。

## 歴史
グラハムは1849年、新設されたアラマンス郡の郡庁所在地として設立され、1851年には町として法人化された。1961年、市になった。ノースカロライナ州選出アメリカ合衆国上院議員（在任1840年-1843年）およびノースカロライナ州知事（在任1845年-1849年）を務めたウィリアム・アレクサンダー・グラハムにちなんで市名が付けられた。
グラハム市にあるアメリカ合衆国国家歴史登録財としては、次のものがある。アラマンス郡庁舎、シーダロック公園歴史地区、グラハム歴史地区、ウィリアム・P・モロー邸、北メインストリート歴史地区、オナイダ・コットンミルズとスコット・メベイン製造会社複合施設。

## 地理
グラハム市は北緯36度3分52秒 西経79度23分53秒 / 北緯36.06444度 西経79.39806度 (36.064486, -79.397941)に位置している。北と西はバーリントン市、北東はホーリバー町と接している。ホー川がグラハム市の東縁を流れ、市は南のアラマンス・クリークまで伸びている。州間高速道路85号線が市内を通り、東はダーラム、西はグリーンズボロとを繋いでいる。
アメリカ合衆国国勢調査局に拠れば、市域全面積は9.7平方マイル (25.1 km2)であり、このうち陸地9.6平方マイル (24.9 km2)、水域は0.077平方マイル (0.2 km2)で水域率は0.67%である。

### 気候
グラハム市地域の気候は比較的高温と、年間を通じて均等にある降水とが特徴である。ケッペンの気候区分では温暖湿潤気候であり、略号は"Cfa"である。

## 教育
グラハム市の公共教育はアラマンス・バーリントン教育体系と呼ばれ、1996年にアラマンス郡教育体系とバーリントン市教育体系の合併で創設された。
公立学校は以下のものがある
- グラハム高校[9]
- サザン・アラマンス高校[10]
- グラハム中学校[11]
- サザン中学校[12]
- アレクサンダー・ウィルソン小学校[13]
- B・エバレット・ジョーダン小学校[14]
- ノースグラハム小学校[15]
- サウスグラハム小学校[16]

私立学校には以下のものがある。
- アラマンス・クリスチャン学校[17]

グラハム市内には2年制の工科カレッジであるアラマンス・コミュニティカレッジがある。

## 人口動態
以下は2000年国勢調査による人口統計データである。
| 基礎データ - 人口: 12,833 人 - 世帯数: 5,241 世帯 - 家族数: 3,385 家族 - 人口密度: 609.5人/km2（1,579.3 人/mi2） - 住居数: 5,685 軒 - 住居密度: 270.0軒/km2（699.6 軒/mi2） 人種別人口構成 - 白人: 72.88% - アフリカン・アメリカン: 21.64% - ネイティブ・アメリカン: 0.44% - アジア人: 0.73% - 太平洋諸島系: 0.0% - その他の人種: 3.19% - 混血: 1.12% - ヒスパニック・ラテン系: 10.14% 年齢別人口構成 - 18歳未満: 24.0% - 18-24歳: 9.9% - 25-44歳: 31.8% - 45-64歳: 20.1% - 65歳以上: 14.1% - 年齢の中央値: 34歳 - 性比（女性100人あたり男性の人口） - 総人口: 90.1 - 18歳以上: 86.4 | 世帯と家族（対世帯数） - 18歳未満の子供がいる: 29.9% - 結婚・同居している夫婦: 44.0% - 未婚・離婚・死別女性が世帯主: 16.2% - 非家族世帯: 35.4% - 単身世帯: 30.1% - 65歳以上の老人1人暮らし: 11.8% - 平均構成人数 - 世帯: 2.37人 - 家族: 2.91人 収入と家計 - 収入の中央値 - 世帯: 35,706米ドル - 家族: 40,769米ドル - 性別 - 男性: 27,844米ドル - 女性: 22,163米ドル - 人口1人あたり収入: 17,865米ドル - 貧困線以下 - 対人口: 14.9% - 対家族数: 11.9% - 18歳未満: 19.8% - 65歳以上: 14.9% |